# (35972) 1999 LL26
1999 LL26 (asteroide 35972) é um asteroide da cintura principal. Possui uma excentricidade de 0.08752970 e uma inclinação de 1.19107º.
Este asteroide foi descoberto no dia 9 de junho de 1999 por LINEAR em Socorro.